# Autovía A-45
Die Autovia A-45 oder Autovía de Málaga ist eine Autobahn in Spanien. Die Autobahn beginnt in Córdoba und endet in Málaga.

## Abschnitte
| Position | Kurzbezeichnung des Abschnitts | Abschnitt                                  | km    | Eröffnung |
| -------- | ------------------------------ | ------------------------------------------ | ----- | --------- |
| 1        | A-45                           | Córdoba-Fernán Núñez                       | 18    | 2006      |
| 2        | A-45                           | Fernán Núñez-Montilla                      | 10,6  | 2007      |
| 3        | A-45                           | Montilla-Aguilar de la Frontera (nord)     | 8,8   | 2005      |
| 4        | A-45                           | Variante Aguilar de la Frontera            | 8,3   | 2002      |
| 5        | A-45                           | Aguilar de la Frontera (süd)-Lucena        | 19    | 2004      |
| 6        | A-45                           | Lucena-Encinas Reales (nord)               | 6,9   | 2005      |
| 7        | A-45                           | Variante Encinas Reales                    | 6,6   | 2008      |
| 8        | A-45                           | Encinas Reales (süd)-Benamejí              | 11,2  | 2009      |
| 9        | A-45                           | Benamejí-Antequera (nord) (Einfahrt A-92)  | 18,8  | 2008      |
| 10       | A-45                           | Antequera (nord)-Antequera (Einfahrt A-92) | 6,8   | 2008      |
| 11       | A-45                           | Antequera (Einfahrt A-92-Málaga)           | 41,86 | 1992      |

## Streckenführung
| Position | km   | Abschnitt                                                          | Anschluss an    |
| -------- | ---- | ------------------------------------------------------------------ | --------------- |
| 1        |      | Córdoba-Sevilla Málaga-Lucena-Antequera                            | E-5 A-4         |
| 2        | 5    |                                                                    |                 |
| 3        | 16   | Fernán Núñez                                                       | N-331           |
| 4        | 21   | Área de Servicio de La Rambla (in Planung)                         |                 |
| 5        | 24   | Montemayor-La Rambla                                               |                 |
| 6        | 27   | Montilla (nord) Montemayor-La Rambla                               | N-331 A-386     |
| 7        | 32   | Montilla-Fuente la Higuera-Montalbán de Córdoba                    |                 |
| 8        | 37   | Montilla-Fuente la Higuera-Aguilar de la Frontera                  | CO-5200         |
| 9        | 44   | Monturque-Aguilar de la Frontera                                   | N-331           |
| 10       | 49   | Monturque-Moriles-Cabra                                            | N-331 A-342     |
| 11       | 56   | Lucena-Cabra-Puente Genil                                          | A-318           |
| 12       | 62   | Lucena (Industriegebiet)                                           | N-331           |
| 13       | 72   | Encinas Reales Rute                                                | N-331 A-344     |
| 14       | 75   | Benamejí                                                           | N-331           |
| 15       | 78   | El Tejar Palenciana                                                | N-331           |
| 16       |      | Provinz Málaga/Provinz Córdoba                                     |                 |
| 17       | 82   | Área de Servicio de Antequera (in Planung)                         |                 |
| 18       | 86   | Cuevas Bajas Villanueva de Algaidas Alameda                        | MA-6414 MA-6415 |
| 19       | 92   | Los Llanos                                                         | N-331           |
| 20       | 98   | Granada-Sevilla Loja Antequera Almería Guadix Jerez de la Frontera | A-92            |
| 21       | 102  | Antequera-Tholos von El Romeral (Industriegebiet)                  | A-7282          |
| 22       | 107  | Antequera                                                          | N-331           |
| 23       | 110  | Área de Servicio de La Sierra                                      |                 |
| 24       | 114  | Colmenar Villanueva de Cauche Villanueva de la Concepción Granada  | A-92M           |
| 25       | 115  | Villanueva de Cauche-Villanueva de la Concepción                   | A-7204          |
| 26       | 116  | Málaga-Algeciras-Almería                                           | AP-46           |
| 27       | 123  | Casabermeja Colmenar-Vélez-Málaga                                  | A-356           |
| 28       | 124  | Casabermeja Colmenar-Villanueva de la Concepción                   |                 |
| 29       | 127  | Casabermeja                                                        |                 |
| 30       | 134  | Lagar de Cotrina Casas de Valladares                               |                 |
| 31       | 136  | Cambio de sentido                                                  |                 |
| 32       | 140  | Embalse de El Limonero                                             | MA-3101         |
| 33       | 142A | Torremolinos-Algeciras Flughafen Málaga Málaga (west) MA-20        | E-15 A-7        |
| 34       | 142B | Motril-Almería-Málaga (ost)                                        | E-15 A-7        |
| 35       |      | Málaga Av. de Jacinto Benavente                                    |                 |

## Größere Städte an der Autobahn
- Córdoba
- Málaga